# 沃戈爾諾

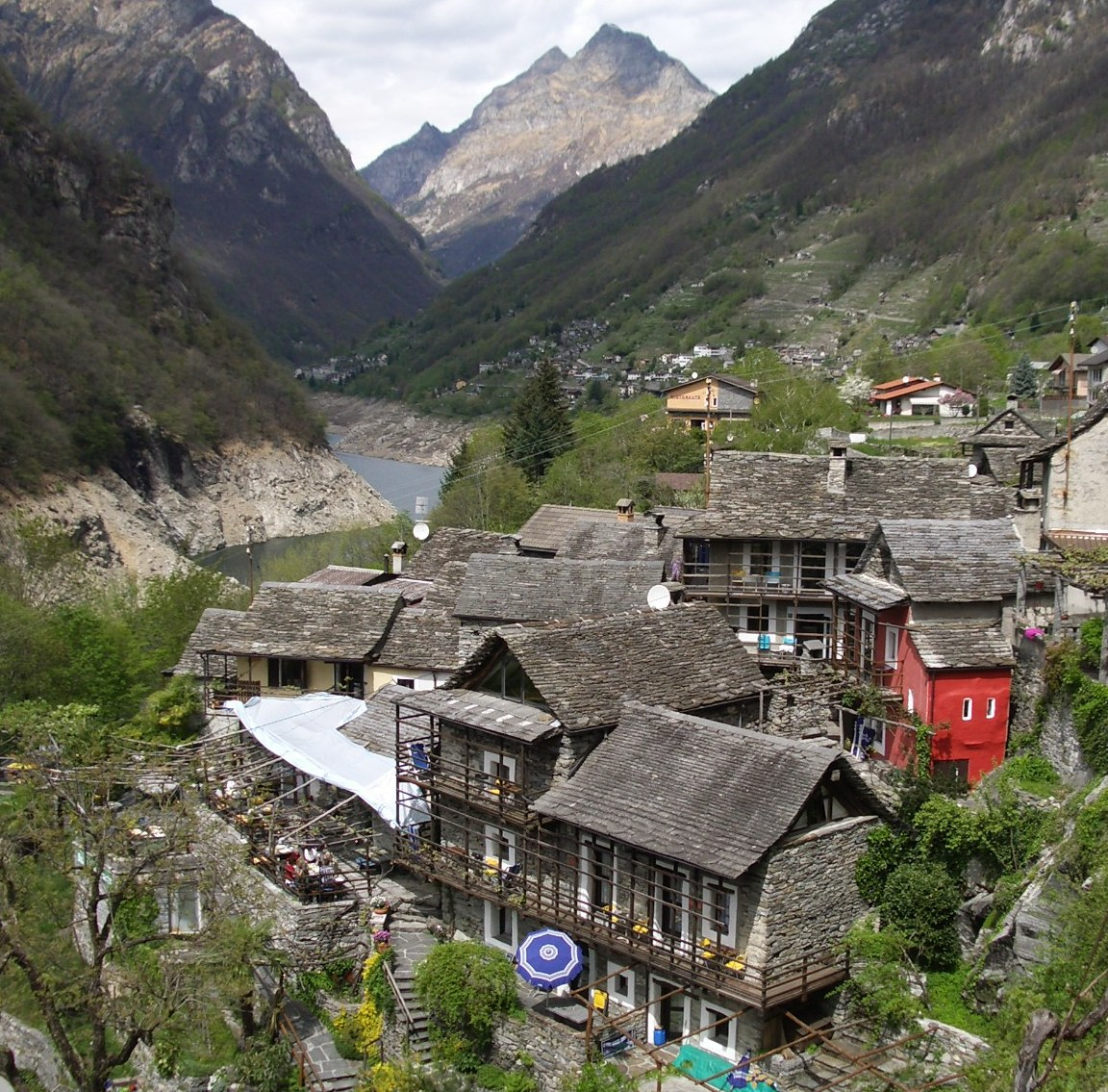

沃戈爾諾是瑞士的城鎮，位於該國南部，由提契諾州負責管轄，面積23.88平方公里，海拔高度461米，2011年人口292，八成半人口信奉羅馬天主教，人口密度每平方公里12人。